# Beijing Weiwang 307

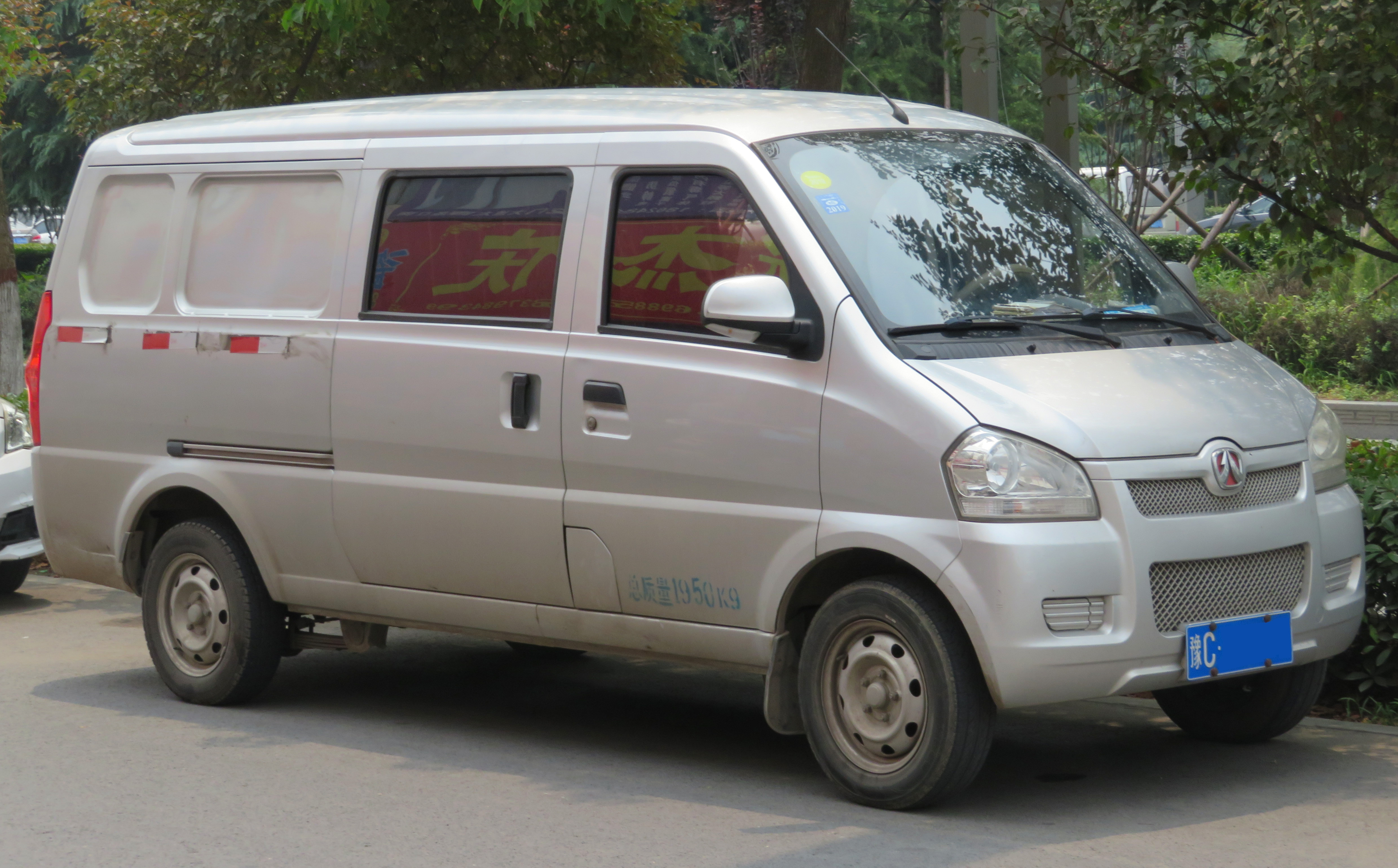
Beijing Weiwang 307 als Lieferwagen

Der Beijing Weiwang 307 war ein Pkw-Modell von der Beijing Motor Corporation, der unter der Submarke Beijing Weiwang vertrieben wurde.

## Beschreibung
Der Hersteller bot den fünf- bis neunsitzigen Van ab Frühling 2014 an.
Erhältlich war das Modell in den Ausstattungslinien Easy und Standard. Der Motor des Typs „A12“ war ein Vierzylinder-Ottomotor mit zwei obenliegenden Nockenwellen, 16 Ventilen und Multi-Point-EFI Benzineinspritzung. Er hatte einen Hubraum von 1199 cm³, eine maximale Leistung von 63,5 kW bei 6000/min und 108 Nm maximales Drehmoment bei 4400/min. Der Motor erreichte die China-V-Abgasnorm, die Euro II entsprach. Das Schaltgetriebe hatte fünf Gänge. Der Durchschnittsverbrauch war mit 7,2 Liter auf 100 km angegeben. Der Tank fasste 45 Liter. Die bauartbedingte Höchstgeschwindigkeit war bei 115 km/h erreicht.
Das Fahrzeug hatte eine Zahnstangenlenkung mit hydraulischer Unterstützung, einzeln an MacPherson-Federbeinen und Querlenkern aufgehängte Räder vorne und eine Starrachse an Blattfedern hinten. Als Bremsen dienten Scheibenbremsen vorne und Trommelbremsen hinten.
Es gibt Hinweise darauf, dass das Modell 2016 eingestellt wurde. Denn die letzte archivierte Internetseite des Herstellers zum Modell stammt vom März 2016.